# 한국어교원자격증
한국어교원자격증이란 한국어교원이 되고자 하는 자가 국어기본법에서 정하고 있는 소정의 요건을 갖춘 경우 국가가 부여하는 자격증이다.

## 종류
- 한국어교원자격증 1급
- 한국어교원자격증 2급
- 한국어교원자격증 3급

## 취득기준

### 학위 과정
- 한국어교원자격증 1급[2]: 한국어교원자격증 2급 취득 후 5년 이상 근무+2,000시간 한국어 교육 경력
- 한국어교원자격증 2급[2]: 한국어 교육 학위 취득(전공, 복수전공) 후 영역별 필수 이수학점 자격심사 또는 한국어교육 부전공으로 학위취득 및 한국어교원자격증 3급 취득 후 3년 이상 근무+1,200시간 한국어 교육 경력

### 비학위 과정(양성 과정)
- 한국어교원자격증 2급[2]: 비학위 과정으로 한국어교원자격증 3급 취득 후 5년 이상 근무+2,000시간 한국어 교육 경력
- 한국어교원자격증 3급[2]: 120시간 양성 과정 이수와 한국어 교육 능력 검정시험 합격, 영역별 필수 이수학점 자격심사

## 같이 보기
- 한국어능력시험
- 한국어 기초 사전
- 한국어-외국어 학습사전